# Kongola (Wahlkreis)
Kongola ist der westlichste und flächenmäßig größte Wahlkreis der acht Wahlkreise der Region Sambesi in Namibia. Verwaltungssitz ist die gleichnamige Ortschaft Kongola. Der Kreis hat 12.000 Einwohner (Stand 2023) auf einer Fläche von 5174 km².
Zum Wahlkreis Kongola gehören unter anderem die Siedlungen Mwanzi, Izwi, Mulanga, Pipo, Munguza, Kahunikwa, Poca, Queensland, Kakuwa, Mitondo, Nxtohei und Kachenje.

## Wahlen
| Wahl | Name            | Partei     | Stimmenanteil |
| ---- | --------------- | ---------- | ------------- |
| 1992 |                 |            |               |
| 1998 | Muneti Sileze   | SWAPO      | 65,8 %        |
| 2004 | Muneti Sileze   | SWAPO      | 44,5 %        |
| 2010 | David Muluti    | SWAPO      | 66,3 %        |
| 2015 | David Muluti    | SWAPO      | 71,3 %        |
| 2020 | Bennety Bashihu | unabhängig | 44,3 %        |